# Phyllocnistis selenopa
Phyllocnistis selenopa är en fjärilsart som beskrevs av Edward Meyrick 1915. Phyllocnistis selenopa ingår i släktet Phyllocnistis och familjen styltmalar.
Artens utbredningsområde är Sri Lanka. Inga underarter finns listade i Catalogue of Life.